# Worstelen op de Olympische Zomerspelen 1996
Worstelen is een van de sporten die beoefend werden tijdens de Olympische Zomerspelen 1996 in Atlanta. De competitie werd georganiseerd in het Georgia World Congress Center.

## Heren

### Grieks-Romeins

#### licht vlieggewicht (tot 48 kg)
| rang   | sporter              | land |
| ------ | -------------------- | ---- |
| Goud   | Sim Kwon-ho          | KOR  |
| Zilver | Aleksandr Pavlov     | BLR  |
| Brons  | Zafar Goelijev       | RUS  |
| 4      | Kang Yong Gyun       | PRK  |
| 5      | Wilber Sánchez Amita | CUB  |
| 6      | Gela Papasjvili      | GEO  |
| 7      | Hiroshi Kado         | JPN  |
| 8      | Ioannis Agatzanian   | GRE  |

#### vlieggewicht (tot 52 kg)
| rang   | sporter            | land |
| ------ | ------------------ | ---- |
| Goud   | Armen Nazarjan     | ARM  |
| Zilver | Brandon Paulson    | USA  |
| Brons  | Andrej Kalasjnikov | UKR  |
| 4      | Samuel Danieljan   | RUS  |
| 5      | Lázaro Rivas Scull | CUB  |
| 6      | Jordan Anev        | BUL  |
| 7      | Ha Tae-yeon        | KOR  |
| 8      | Dariusz Jabłoński  | POL  |

#### bantamgewicht (tot 57 kg)
| rang   | sporter                  | land |
| ------ | ------------------------ | ---- |
| Goud   | Joeri Melnitsjenko       | KAZ  |
| Zilver | Dennis Hall              | USA  |
| Brons  | Sheng Zetian             | CHN  |
| 4      | Roeslan Chakimov         | UKR  |
| 5      | Rifat Yildiz             | GER  |
| 6      | Luis Sarmiento Hernández | CUB  |
| 7      | Sarkis Elgkian           | GRE  |
| 8      | Kenkichi Nishimi         | JPN  |

#### vedergewicht (tot 62 kg)
| rang   | sporter              | land |
| ------ | -------------------- | ---- |
| Goud   | Włodzimierz Zawadzki | POL  |
| Zilver | Juan Marén Delis     | CUB  |
| Brons  | Mehmet Akif Pirim    | TUR  |
| 4      | Koba Goeliasjvili    | GEO  |
| 5      | Ivan Ivanov          | BUL  |
| 6      | Grigori Komoesjenko  | UKR  |
| 7      | Mchitar Manoekjan    | ARM  |
| 8      | Sergej Martinov      | RUS  |

#### lichtgewicht (tot 68 kg)
| rang   | sporter             | land |
| ------ | ------------------- | ---- |
| Goud   | Ryszard Wolny       | POL  |
| Zilver | Ghani Yalouz        | FRA  |
| Brons  | Aleksandr Tretjakov | RUS  |
| 4      | Kamandar Madzjidov  | BLR  |
| 5      | Biser Georgijev     | BUL  |
| 6      | Grigori Poeljajev   | UZB  |
| 7      | Liubal Colás Oris   | CUB  |
| 8      | Valeri Nikitin      | EST  |

#### weltergewicht (tot 74 kg)
| rang   | sporter                  | land |
| ------ | ------------------------ | ---- |
| Goud   | Filiberto Ascuy Aguilera | CUB  |
| Zilver | Marko Asell              | FIN  |
| Brons  | Józef Tracz              | POL  |
| 4      | Erik Hahn                | GER  |
| 5      | Mnatsakan Iskandarjan    | RUS  |
| 6      | Tamás Berzicza           | HUN  |
| 7      | Kim Jin-soo              | KOR  |
| 8      | Takamitsu Katayama       | JPN  |

#### middengewicht (tot 82 kg)
| rang   | sporter              | land |
| ------ | -------------------- | ---- |
| Goud   | Hamza Yerlikaya      | TUR  |
| Zilver | Thomas Zander        | GER  |
| Brons  | Valery Tsilent       | BLR  |
| 4      | Daulet Toerlykhanov  | KAZ  |
| 5      | Gotcha Tsitsiashvili | ISR  |
| 6      | Martin Lidberg       | SWE  |
| 7      | Levon Geghamjan      | ARM  |
| 8      | Raatbek Sanatbajev   | KGZ  |

#### halfzwaargewicht (tot 90 kg)
| rang   | sporter                 | land |
| ------ | ----------------------- | ---- |
| Goud   | Vjatsjeslav Olejnik     | UKR  |
| Zilver | Jacek Fafiński          | POL  |
| Brons  | Maik Bullmann           | GER  |
| 4      | Aleksandr Sidorenko     | BLR  |
| 5      | Hakkı Başar             | TUR  |
| 6      | Iordanis Konstantinidis | GRE  |
| 7      | Derrick Waldroup        | USA  |
| 8      | Marek Švec              | CZE  |

#### zwaargewicht (tot 100 kg)
| rang   | sporter                   | land |
| ------ | ------------------------- | ---- |
| Goud   | Andrzej Wroński           | POL  |
| Zilver | Sergej Lisjtvan           | BLR  |
| Brons  | Mikael Ljungberg          | SWE  |
| 4      | Tejmoeraz Jedisjerasjvili | RUS  |
| 5      | Hector Milián Pérez       | CUB  |
| 6      | Igor Grabovetski          | MDA  |
| 7      | Georgi Saldadze           | UKR  |
| 8      | Todor Manov               | BUL  |

#### superzwaargewicht (tot 130 kg)
| rang   | sporter              | land |
| ------ | -------------------- | ---- |
| Goud   | Alexander Karelin    | RUS  |
| Zilver | Matt Ghaffari        | USA  |
| Brons  | Sergej Moereiko      | MDA  |
| 4      | Petro Kotok          | UKR  |
| 5      | Panagiotis Pikilidis | GRE  |
| 6      | René Schiekel        | GER  |
| 7      | Tomas Johansson      | SWE  |
| 8      | Kenichi Suzuki       | JPN  |

### Vrije stijl

#### licht vlieggewicht (tot 48 kg)
| rang   | sporter             | land |
| ------ | ------------------- | ---- |
| Goud   | Kim Il              | PRK  |
| Zilver | Armen Mkrtsjan      | ARM  |
| Brons  | Alexis Vila Perdomo | CUB  |
| 4      | Voegar Oroedzjev    | RUS  |
| 5      | Jung Soon-won       | KOR  |
| 6      | Vitalii Railean     | MDA  |
| 7      | Gheorghe Corduneanu | ROU  |
| 8      | Rob Eiter           | USA  |

#### vlieggewicht (tot 52 kg)
| rang   | sporter               | land |
| ------ | --------------------- | ---- |
| Goud   | Valentin Jordanov     | BUL  |
| Zilver | Namik Abdoellajev     | AZE  |
| Brons  | Maoelen Mamirov       | KAZ  |
| 4      | Tsjetsjenol Mongoesj  | RUS  |
| 5      | Gholam Reza Mohammadi | IRI  |
| 6      | Metin Topaktaş        | TUR  |
| 7      | Adcham Atsjilov       | UZB  |
| 8      | Gregory Woodcroft     | CAN  |

#### bantamgewicht (tot 57 kg)
| rang   | sporter            | land |
| ------ | ------------------ | ---- |
| Goud   | Kendall Cross      | USA  |
| Zilver | Giuvi Sissaouri    | CAN  |
| Brons  | Ri Yong Sam        | PRK  |
| 4      | Harun Doğan        | TUR  |
| 5      | Šaban Trstena      | MKD  |
| 6      | Mohammad Talaei    | IRI  |
| 7      | Aleksandr Goezov   | BLR  |
| 8      | Damir Zachartdinov | UZB  |

#### vedergewicht (tot 62 kg)
| rang   | sporter            | land |
| ------ | ------------------ | ---- |
| Goud   | Tom Brands         | USA  |
| Zilver | Jang Jae-sung      | KOR  |
| Brons  | Elbroes Tedejev    | UKR  |
| 4      | Takahiro Wada      | JPN  |
| 5      | Magomed Azizov     | RUS  |
| 6      | Giovanni Schillaci | ITA  |
| 7      | Marty Calder       | CAN  |
| 8      | Ramil Islamov      | UZB  |

#### lichtgewicht (tot 68 kg)
| rang   | sporter                  | land |
| ------ | ------------------------ | ---- |
| Goud   | Vadim Bogijev            | RUS  |
| Zilver | Townsend Saunders        | USA  |
| Brons  | Zaza Zazirov             | UKR  |
| 4      | Yosmany Sánchez Larrudet | CUB  |
| 5      | Arajik Gevorgjan         | ARM  |
| 6      | Hwang Sang-ho            | KOR  |
| 7      | Küllo Kõiv               | EST  |
| 8      | Ahmad Al-Osta            | SYR  |

#### weltergewicht (tot 74 kg)
| rang   | sporter               | land |
| ------ | --------------------- | ---- |
| Goud   | Boevajsa Sajtijev     | RUS  |
| Zilver | Park Jang-soon        | KOR  |
| Brons  | Takuya Ota            | JPN  |
| 4      | Plamen Paskalev       | BUL  |
| 5      | Alexander Leipold     | GER  |
| 6      | Kenny Monday          | USA  |
| 7      | Victor Peicov         | MDA  |
| 8      | Magomedsalam Gadzjiev | AZE  |

#### middengewicht (tot 82 kg)
| rang   | sporter                 | land |
| ------ | ----------------------- | ---- |
| Goud   | Chadzjimoerat Magomedov | RUS  |
| Zilver | Yang Hyun-mo            | KOR  |
| Brons  | Amir Reza Khadem        | IRI  |
| 4      | Sebahattin Öztürk       | TUR  |
| 5      | Magomed Ibragimov       | AZE  |
| 6      | Elmadi Zjabrailov       | KAZ  |
| 7      | Les Gutches             | USA  |
| 8      | Ariel Ramos Wilson      | CUB  |

#### halfzwaargewicht (tot 90 kg)
| rang   | sporter               | land |
| ------ | --------------------- | ---- |
| Goud   | Rasoul Khadem Azghadi | IRI  |
| Zilver | Makharbek Khadartsev  | RUS  |
| Brons  | Eldari Koertanidze    | GEO  |
| 4      | Jozef Lohyňa          | SVK  |
| 5      | Dzambolat Tyedyeyev   | UKR  |
| 6      | Victor Kodei          | NGR  |
| 7      | Melvin Douglas        | USA  |
| 8      | Kim Ik-hee            | KOR  |

#### zwaargewicht (tot 100 kg)
| rang   | sporter                | land |
| ------ | ---------------------- | ---- |
| Goud   | Kurt Angle             | USA  |
| Zilver | Abbas Jadidi           | IRI  |
| Brons  | Arawat Sabejew         | GER  |
| 4      | Sergej Kovalevski      | BLR  |
| 5      | Marek Garmulewicz      | POL  |
| 6      | Konstantin Aleksandrov | KGZ  |
| 7      | Saghid Moertasalijev   | UKR  |
| 8      | Oleg Ladik             | CAN  |

#### superzwaargewicht (tot 130 kg)
| rang   | sporter              | land |
| ------ | -------------------- | ---- |
| Goud   | Mahmut Demir         | TUR  |
| Zilver | Aleksej Medvedev     | BLR  |
| Brons  | Bruce Baumgartner    | USA  |
| 4      | Andrej Sjoemilin     | RUS  |
| 5      | Aleksandr Kovalevski | KGZ  |
| 6      | Sven Thiele          | GER  |
| 7      | Merabi Valijev       | UKR  |
| 8      | Petros Bourdoulis    | GRE  |

## Medaillespiegel
| rang   | land             | goud | zilver | brons | totaal |
| ------ | ---------------- | ---- | ------ | ----- | ------ |
| 1      | Rusland          | 4    | 1      | 2     | 7      |
| 2      | Verenigde Staten | 3    | 4      | 1     | 8      |
| 3      | Polen            | 3    | 1      | 1     | 5      |
| 4      | Turkije          | 2    | 0      | 1     | 3      |
| 5      | Zuid-Korea       | 1    | 3      | 0     | 4      |
| 6      | Cuba             | 1    | 1      | 1     | 3      |
| 6      | Iran             | 1    | 1      | 1     | 3      |
| 8      | Armenië          | 1    | 1      | 0     | 2      |
| 9      | Oekraïne         | 1    | 0      | 3     | 4      |
| 10     | Kazachstan       | 1    | 0      | 1     | 2      |
| 10     | Noord-Korea      | 1    | 0      | 1     | 2      |
| 12     | Bulgarije        | 1    | 0      | 0     | 1      |
| 13     | Wit-Rusland      | 0    | 3      | 1     | 4      |
| 14     | Duitsland        | 0    | 1      | 2     | 3      |
| 15     | Azerbeidzjan     | 0    | 1      | 0     | 1      |
| 15     | Canada           | 0    | 1      | 0     | 1      |
| 15     | Finland          | 0    | 1      | 0     | 1      |
| 15     | Frankrijk        | 0    | 1      | 0     | 1      |
| 19     | China            | 0    | 0      | 1     | 1      |
| 19     | Georgië          | 0    | 0      | 1     | 1      |
| 19     | Japan            | 0    | 0      | 1     | 1      |
| 19     | Moldavië         | 0    | 0      | 1     | 1      |
| 19     | Zweden           | 0    | 0      | 1     | 1      |
| totaal | totaal           | 20   | 20     | 20    | 60     |